# Мачаидзе, Манучар Доментьевич
Мануча́р Доме́нтьевич Мачаи́дзе (груз. მანუჩარ მაჩაიძე, р. 25 марта 1949, Амбролаури, Грузинская ССР, СССР) — советский футболист, полузащитник. Мастер спорта СССР (1970).

## Карьера

### Клубная
Профессиональную карьеру начал в 1968 году в тбилисском «Динамо», за которое выступал до 1980 года, сыграв за это время 297 матчей и забив 42 мяча в ворота соперников, вместе с командой становился чемпионом СССР и дважды обладателем Кубка СССР, неоднократно выходил на поле в качестве капитана команды. В 1980 году был вынужден уйти из «Динамо» из-за конфликта с руководством команды. 
Доигрывал сезон 1980 года в ташкентском «Пахтакоре», за который провёл 13 матчей и забил 1 мяч. За короткое время, проведённое в команде сумел быстро наладить игровые связи с такими игроками как: Амриев, Анатолий Соловьёв, Кухлевский, Никифоренко, своим бывшим одноклубником по «Динамо» Зурабом Церетели и ставшим лучшим бомбардиром команды Андреем Якубиком. 
В 1981 году перешёл в московский «Спартак», за который, однако, сыграл всего 2 матча. В том же году перешёл в кутаисское «Торпедо», за которое выступал вплоть до завершения карьеры игрока в 1982 году, проведя за это время 45 матчей, забив 6 мячей и вместе с клубом добившись выхода в Высшую лигу.

### В сборной
В составе главной национальной сборной СССР дебютировал 17 апреля 1974 года в товарищеском матче со сборной Югославии, а последний раз вышел на поле в составе сборной 19 мая 1979 года в отборочном матче чемпионата Европы против сборной Венгрии. Всего за первую сборную сыграл 4 матча. Помимо этого, с 1971 по 1975 год сыграл 4 матча и забил 1 гол за олимпийскую сборную СССР.

## Достижения

### Командные
- Чемпион СССР: 1978
- Обладатель Кубка СССР (2): 1976, 1979
- Серебряный призёр чемпионата СССР: 1977
- Бронзовый призёр чемпионатов СССР (5): 1969, 1971, 1972, 1976 (весна), 1976 (осень)
- Финалист Кубка СССР: 1970
- Серебряный призёр Первой лиги СССР 1981 года (выход в Высшую лигу)

### Личные
- Включён в список 33 лучших футболистов сезона в СССР: 8 раз (№ 1 — 1978, 1979; № 2 — 1973, 1974; № 3 — 1971, 1972, 1976, 1977).

## После карьеры
После завершения карьеры футболиста Манучар работал в различных строительных организациях, занимал должности начальника строительного управления, заместителя директора строительного треста Закавказской железной дороги и директора Тбилисского завода железобетонных изделий. Был депутатом парламента Грузии второго созыва.
В марте 2013 года Манучар Мачаидзе был награждён высшей спортивной наградой Грузии — «Рыцарь спорта».

## Личная жизнь
Старший брат другого советского футболиста Гочи Мачаидзе.